# پوپووو (شهرستان اوگوستوف)
پوپووو (به لهستانی:  Popowo) یک روستا در لهستان است که در گمینا بارگووف کوشچیلنه واقع شده‌است.